# Kong Kuwata
Kong Kuwata (コング 桑田, Kong Kuwata), nascido em 8 de agosto, 1961, em Sakai (Osaka), é seiyu, dublador de televisão e de teatro, locutor de rádio e canto de gospel. Seu nome verdadeiro é "Makoto Takashi Kuwata". Kong é um membro ativo do grupo teatral "Lilly Boat Army 2" e da agência de talentos "Cube Group". Ele é mais conhecido pelo seu trabalho como os personagems Geese Howard (da série de videogames "Fatal Fury") e Genjuro Kibagami (da série Samurai Shodown). Seu tipo de sangue é B.

## Papéis

### Anime
- Kikuchiyo de Samurai 7
- Aeacus de Appleseed EX Machina
- Kaibutsu de Ginga Densetsu Weed

### Jogos
- Duck King, Richard Meyer e Geese Howard na série Fatal Fury
- Geese Howard e Duck King nos jogos da série The King of Fighters
  - Nightmare Geese e Richard Meyer em The King of Fighters: Maximum Impact 2
- Genjuro Kibagami e Sieger Neinehelt na série Samurai Shodown
- Geese Howard e Genjuro Kibagami nos jogos SvC Chaos: SNK vs. Capcom e Neo Geo Battle Coliseum
- Geese Howard nos jogos Capcom vs. SNK: Millennium Fight 2000 e Capcom vs. SNK 2: Mark of the Millennium 2001
- Hatirou Hyoue em Ninkyouden: Toseinin Ichidaiki